# 梅爾加省
梅爾加省（西班牙語：Provincia de Melgar），是秘魯的省份，位於該國東南部普諾大區，首府是阿亞維里，始建於1901年10月25日，海拔高度3,907米，面積6,446平方公里，2007年人口74,735，人口密度每平方公里11.59人。